# Bercianos del Páramo
Bercianos del Páramo település Spanyolországban, León tartományban. Lakosainak száma 522 fő (2024).

## Földrajza
Bercianos del Páramo Santa María del Páramo, San Pedro Bercianos, Valdevimbre, Villamañán, Pobladura de Pelayo García és Laguna Dalga községekkel határos.

## Népesség
A település lakosságának változását az alábbi diagram mutatja:
| Lakosok száma | 840  | 769  | 758  | 734  | 661  | 637  | 580  | 562  | 528  | 522  |
|               | 2001 | 2004 | 2007 | 2009 | 2012 | 2014 | 2017 | 2019 | 2022 | 2024 |